# Blond und blonder
Blond und blonder (Originaltitel: Blonde and Blonder) ist eine kanadische Komödie von Regisseur Dean Hamilton aus dem Jahr 2007. Die Erstaufführung fand am 17. Mai 2007 während der Internationalen Filmfestspiele von Cannes statt.

## Handlung
Die wenig intelligenten Blondinen Dee und Dawn lernen sich bei ihrer ersten und gleichzeitig letzten Flugstunde kennen und sind sich aufgrund ihrer zahlreichen Gemeinsamkeiten und Ähnlichkeiten auf Anhieb sympathisch. Als sie sich zusammen als Nachtclub-Tänzerinnen bewerben wollen, wird der Clubbesitzer Louie Ramodie gerade von der Mafia-Auftragsmörderin „Katze“ ermordet.
Da Dee und Dawn den Ermordeten bei Wiederbelebungsversuchen in Brand setzen und daraufhin panisch fliehen, werden sie von den trotteligen Polizisten Campbell und Gardenia und den nicht weniger trotteligen Mafiagangstern Swan und Leo für Auftragsmörderin und Partnerin gehalten. Sie erhalten von Swan und Leo den Auftrag, sich für 250000 Dollar um den zwielichtigen Geschäftsmann Wong in Niagara Falls „zu kümmern“. Da Dee und Dawn meinen, es würde sich um einen Begleitservice handeln, nehmen sie den Auftrag an. Auf ihrer Autoreise werden sie von der richtigen „Katze“ und ihrer Partnerin, dem „Kätzchen“, und den Polizisten Gardenia und Campell verfolgt. Da der Pate, Gangsterboss Godfather, unzufrieden ist, dass Dee mit einer Anfängerin zusammenarbeitet, lässt auch er sie verfolgen und will Wong durch seine eigenen Leute ermorden lassen.
Die „Katze“ erwartet sie in ihrem Hotel und plant Dees Ermordung. Dawn verfällt währenddessen der Spielerei. Dee findet Wongs Adresse und wird dort für eine bestellte Prostituierte gehalten. Die Mafiosi haben sich gegenüber Wong bereits als Geschäftspartner ausgegeben. Dawn gewinnt eine Million Dollar am Spieltisch, während Dee nur durch Glück der Ermordung durch die "Katze" entgeht.
Dawn kommen die Polizisten im Hotel zwar seltsam vor, aber dann trifft sie das Werbemodell Ken, ihre große Liebe, wieder. Als Polizisten in Zivil Dee verfolgen, wird Wong nervös, da er diese für Auftragsmörder hält. Er flieht mit Dee zu seinem Boot. Als dort herauskommt, dass sie keine Prostituierte ist, entführt er sie. Zusammen mit der Polizei, den Auftragsmörderinnen, den Mafiosi und Ken verfolgt Dawn Wongs Boot. Die Polizei kann alle Beteiligten festnehmen. Sie glaubt aber, Dee habe 30 Auftragsmorde begangen. Die wahre „Katze“ gesteht, da sie den Ruhm für ihre Taten bekommen will. Dee und Dawn werden Tänzerinnen in Kens neuem Werbevideo und gründen ein Waisenhaus für Schildkröten.

## Kritik
„Ein haarsträubend einfallsloser Komödienversuch im Fahrwasser von "Dumm und Dümmer", der keinen einzigen Gag zustande bringt, geschweige denn zu platzieren weiß.“